# Asmate albissima
Asmate albissima là một loài bướm đêm trong họ Geometridae.